# KV 메헬렌
KV 메헬렌(Yellow Red Koninklijke Voetbalclub Mechelen, KV Mechelen)은 벨기에 메헬렌을 연고로 하는 축구 클럽이다. 이 클럽은 1904년에 창단되었으며 벨기에 1부 리그에서 4차례 벨기에 컵에서 1차례 우승한 경력이 있다.

## 성적

### 국내 대회
- 벨기에 1부 리그: 우승 4회 (1942–43, 1945–46, 1947–48, 1988–89)
- 벨기에 2부 리그: 우승 6회 (1925–26, 1927–28, 1962–63, 1982–83, 1998–99, 2001–02)
- 벨기에 3부 리그: 우승 1회 (2004–05)
- 벨기에 컵: 우승 2회 (1986–87, 2018-19)

### 국제 대회
- UEFA 컵 위너스컵: 우승 1회 (1987–88)
- UEFA 슈퍼컵: 우승 1회 (1988)

## 선수 명단

### 현역
참고: FIFA 자격 규정에 따라 소속된 국가대표팀 국기를 표시합니다. 선수는 복수의 FIFA 비회원국 국적을 가지고 있을 수 있습니다.
| 번호 | 포지션 | 국적       | 이름              |
| ---- | ------ | ---------- | ----------------- |
| 5    | DF     | 인도네시아 | 샌디 월시         |
| 8    | MF     | 기니       | 모리 코나테       |
| 17   | DF     | 알제리     | 라피크 벨갈리     |
| 19   | FW     |            | 케림 므라브티     |
| 20   | FW     |            | 라이온 라우버바흐 |

| 번호 | 포지션 | 국적 | 이름          |
| ---- | ------ | ---- | ------------- |
| 77   | FW     |      | 패트릭 플뤼케 |

## 역대 감독
| 감독            | 임기        |
| --------------- | ----------- |
| 뤼트 크롤       | 1989 ~ 1990 |
| 조르주 레이컨스 | 1991 ~ 1992 |